# 1993年11月13日日食
1993年11月13日日食是一次日偏食，發生於1993年11月13日（東半球大多為11月14日）。新月當天（即朔日），地球上觀測到月球和太阳的角距離極小，此時月球如果恰好在月球交點附近，穿過太阳和地球之間，與地球、太阳接近一直線，則會出現日食。由於月球偏北或偏南，本影及偽本影從地球以北或以南經過而未接觸地表，只有半影覆蓋了地球北端或南端部分區域，形成日偏食。此次日偏食月球偏南，出現在澳大拉西亞中南部、巴塔哥尼亞及南极洲絕大部分地區。

此次日偏食過程中月影在地表移動的動畫

## 日食概況

### 出現區域
本次日偏食可在澳大利亚中南部、新西兰除北端外的絕大部分、巴塔哥尼亞、福克兰群岛、南极洲除靠近非洲的沿海地區外的絕大部分看到。其中國際日期變更線以東的南美洲部分在11月13日看到日食，以西的澳大利亚和新西兰在11月14日看到日食，而南极洲無確定时区，或在11月13日，或在11月14日，部分處於極晝的地區日食從11月13日深夜持續到11月14日凌晨。

### 基本參數
- 類型：日偏食
- 食分最大處（位於南极洲恩德比地與麦克·罗伯逊地交界處附近）資料：
  - 時間：1993年11月13日21:44:51
  - 地點：69°36′S 58°18′E / 69.6°S 58.3°E
  - 食分：0.9280（日食帶內最大）[3]

## 相關的日食

### 1993-1996年的日食
月球交替位於相對的月球交點時，以半個交點年（食年），即約177天又4小時間隔出現下列日食。
| 降交點   | 降交點                   |                          | 升交點                    | 升交點 |
| 沙羅週期 | 地圖                     | 沙羅週期                 | 地圖                      |        |
| 118      | 1993年5月21日 偏食（北） | 123                      | 1993年11月13日 偏食（南） |        |
| 128      | 1994年5月10日 環食       | 133                      | 1994年11月3日 全食        |        |
| 138      | 1995年4月29日 環食       | 143 印度敦德洛德的日全食 | 1995年10月24日 全食       |        |
| 148      | 1996年4月17日 偏食（南） | 153                      | 1996年10月12日 偏食（北） |        |

### 沙羅周期
沙羅周期長度為18年11天。本次日食屬於沙羅周期123，共包含70次日食，依次為1074年4月29日至1164年6月21日的6次日偏食、1182年7月2日至1651年4月19日27次日環食、1669年4月30日至1705年5月22日的3次全環食（亦稱混合食）、1723年6月3日至1957年10月23日的14次日全食、1975年11月3日至2318年5月31日的20次日偏食，總共歷時1244.08年。其中最長的全食發生於1813年7月27日，共持續了3分27秒。
下表列舉了1901年至2100年間發生的屬於該周期的日食，是第47至57次：
| 47             | 48            | 49             |
| -------------- | ------------- | -------------- |
| 1903年9月21日  | 1921年10月1日 | 1939年10月12日 |
| 50             | 51            | 52             |
| 1957年10月23日 | 1975年11月3日 | 1993年11月13日 |
| 53             | 54            | 55             |
| 2011年11月25日 | 2029年12月5日 | 2047年12月16日 |
| 56             | 57            |                |
| 2065年12月27日 | 2084年1月7日  |                |

## 資料來源
1. ↑  樊忠玉. . 中国天文科普网.   [2016-01-26]. （原始内容存档于2014-09-17）.
2. ↑  Fred Espenak. . NASA Eclipse Web Site.   [2016-01-26]. （原始内容存档于2020-10-23）.（英文）
3. ↑  Fred Espenak. . NASA Eclipse Web Site.   [2016-01-26]. （原始内容存档于2020-10-24）.（英文）
4. ↑  Fred Espenak. . NASA Eclipse Web Site.（英文）

## 外部連結
- NASA日食專頁（页面存档备份，存于）（英文）
- 可見區域圖和時間統計：由弗雷德·埃斯佩納克做出的日食預報，NASA/GSFC
  - 貝塞爾元素

| \| \| 日食 \|                             |                               |                                           |
| 上一次日食： 1993年5月21日日食 （日偏食） | 1993年11月13日日食 （日偏食） | 下一次日食： 1994年5月10日日食 （日環食） |
| 上一次日偏食： 1993年5月21日日食          | 1993年11月13日日食 （日偏食） | 下一次日偏食： 1996年4月17日日食          |
|                                           | 日食                          |                                           |